# Jéan Rossouw
Jéan Jacques Rossouw (nacido el 6 de abril de 1988) es un jugador de unión de rugby sudafricano, actualmente jugando con club de Premier League de Provincia Occidental lado Durbanville-Bellville. Su posición regular es prop.

## Carrera de juego
Comenzó a jugar al rugby juvenil para Western Province, primero jugando para el equipo Sub-16 en la Grant Khomo Week 2004. También los representó en el nivel Sub-18 para las próximas dos temporadas, lo que lo llevó a ser incluido en el equipo de Escuelas de SA en 2006.
Jugó para los equipos Sub-19 y Sub-21 de Western Province durante las siguientes tres temporadas y también jugó para el equipo nacional durante este tiempo: representó al equipo Sub-19 de Sudáfrica en el Campeonato Mundial de Rugby Sub-19 de 2007 y en Sudáfrica. Equipo sub-20 en el Campeonato Mundial Junior IRB inaugural en 2008. 
Fue incluido en el equipo de Western Province para la Copa Vodacom 2009, pero no pudo jugar ningún juego, en lugar de jugar al rugby Varsity Cup para Maties, quien ganó el torneo esa temporada. 
Hizo su debut en primera clase en la Copa Vodacom 2010 para los vecinos cercanos de la Provincia Occidental Boland Cavaliers contra el lado argentino Pampas XV.
Jugó rugby en la Varsity Cup nuevamente en 2011, esta vez para UP Tuks, con base en Pretoria, e hizo su debut en la Copa Currie en la División Premier de la Copa Currie 2011 para los Leopardos contra los Pumas.
Después de solo una temporada con los Leopardos, regresó a su ciudad natal, George, para jugar para SWD Eagles en la Copa Vodacom 2012.  

### Durbanville-Bellville
En 2015, jugó para el club de Western Province Durbanville-Bellville y fue miembro de la escuadra que ganó la competencia de la Copa de la Comunidad SARU 2015, haciendo siete apariciones en la competencia.